# Громадянська війна в Стародавньому Римі (88—87 до н. е.)
Громадянська війна в Римі (88-87 рр. до н. е.) — це перша війна у маріано-сулланському протистоянні початку 80-х років до н. е., що стала одним із проявів кризи в Римській республіці і призвела до посилення Сулли. Конфлікт був складовою боротьби оптиматів і популярів, яких, відповідно, очолювали консул Луцій Корнелій Сулла і Гай Марій. Римський Сенат надав повноваження Суллі для ведення війни проти царя Понту, Мітрідата VI Евпатора. Популяри ж намагались передати командування Марію, та Сулла вирушив зі своїми легіонами на Рим і зайняв місто. Марій відправився у вигнання, а Сулла переправився на Балканський півострів для проведення військових дій проти Мітрідата.

## Передумови
Одночасно із Союзницькою війною розпочалася війна з Мітрідатом VI у Малій Азії, що загрожувало римським східним провінціям. Мітрідат підтримав вірменського царя Тіграна у боротьбі з Кападокією та Сирією. Понтійський цар намагався створити власну велику монархію. Він виступав одним із останніх прихильників еллінстичних традицій, наступників Александра, Антіоха, Селевка. Мітрідат почав гуртувати навколо себе всі можливі антиримські сили. У 92 р. до н. е. Луцій Корнелій Сулла, будучи намісником Кілікії, намагався відстояти самостійність Кападокії, але після його від'їзду Мітрідат поставив там своїх людей. За ініціативою консуляра Манія Аквілія віфінський цар Нікомед IV Філопатор у 89 р. до н. е. почав війну проти Понту. Мітрідат розбив противника і вступив у провінцію Азія. У Малій Азії понтійський цар почав винищувати римлян (від 80 тис. до 150 тис. осіб). Аквілій був страчений. Попередня римська політика привела до підтримки місцевим населенням Мітрідата. Його син вторгся в Македонію. В Афінах відбувся переворот, поліс відокремився від Риму. Таким чином Римська республіка опинилась у скрутному становищі: в Італії триває Союзницька війна, на Сході Рим ризикує втратити провінції і вплив у всьому Східному Середземномор'ї. У 88 р. до н. е. Сулла стає консулом разом з Квінтом Помпеєм Руфом. Сулла вибирається й командуючим військом проти Понту. Але проти виступили популяри й вершники, які не бажали посилення оптиматів. Марій скористався цим і заявив про свої претензії на пост командира. Він вступив у договір з народним трибуном Публієм Сульпіцієм Руфом, щоб ввести закони для задоволення антисенатських настроїв.

## Хронологія подій

### Початок заворушень

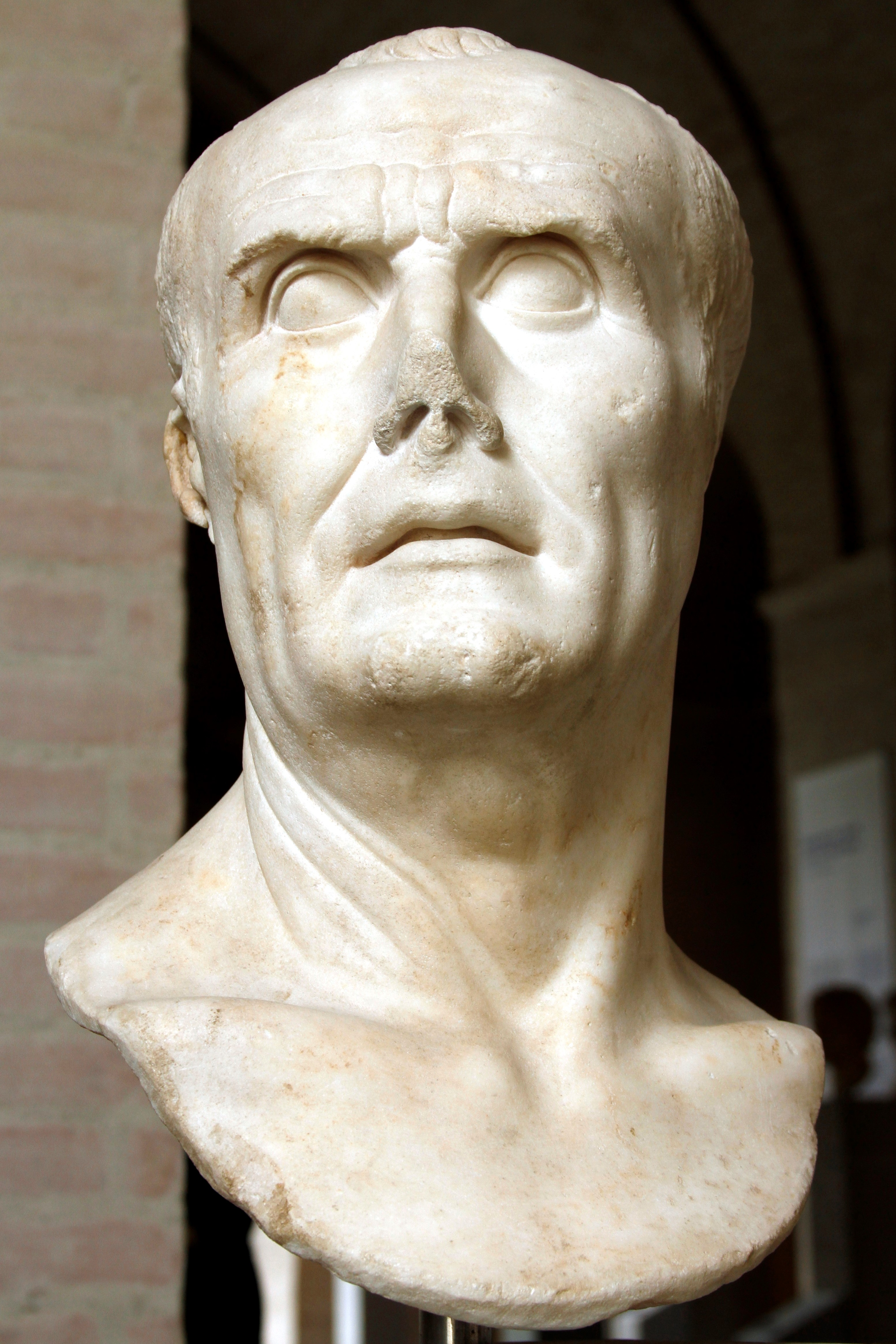
Гай Марій

Народний трибун 88 року Публій Сульпіцій Руф вніс у народні збори ряд законопроєктів для встановлення переваги на боці популярів
1. Усі нові громадяни-італіки приписувались до всіх триб – 35 замість 8. Те ж право надавалося вільновідпущеникам. Фактично це давало змогу Марію і Сульпіцію провести будь-який закон, опираючись на італіків. При отриманні громадянських прав унаслідок Союзницької війни італіки отримали формальну рівність з римськими громадянами, проте на голосуваннях їх голоси не мали реальної сили. Запис італіків по всім існуючим трибам нівелював би це.
2. У сенаторів з боргами більше 2 тис. денаріїв забирали їх звання. Це було направлено на послаблення сенату, оскільки у багатьох членів борги перевищували їх доходи.
3. Усі громадяни, засуджені у вигнання судовими комісіями, повертались назад. У Рим могли повернутись прихильники народного трибуна Луція Аппулея Сатурніна, який був убитий під час заворушень 100 р. до н. е.
4. Гай Марій отримував проконсульську владу й imperium для командування військами у війні проти Мітрідата[7]. Таким чином влада популярів посилювалася.

Консули Сулла та Помпей намагалися протидіяти цьому: було оголошено юстиції  про призупинення діловодства (в тому числі й народні збори) у зв’язку з релігійними святкуваннями аби відстрочити прийняття законів. Але популяри не збирались чекати закінчення цього терміну. Сульпіцій для заворушень використав свій загін з 3 тис. озброєних ножами людей. Також у нього було 600 людей із вершників, яких називали антисенатом. 
Так це описує Плутарх: 
|  | Це змусило консулів оголосити неробочі дні, тоді Сульпіцій під час зборів, скликаного консулами біля храму Діоскурів, обурив проти них натовп, і в числі багатьох інших на форумі загинув молодий син консула Помпея. Сам Помпей втік і сховався, а Суллі, загнаному гонитвою в будинок Марія, довелося вийти до народу і скасувати рішення про неслужбові дні. Тому Сульпіцій, який звільнив від консульства Помпея, у Сулли консульства не відібрав, але лише передоручив похід проти Мітрідата Марію і тут же послав в Нолу військових трибунів, щоб ті, прийнявши військо, привели його Марію. |

Також Сульпіцій змусив проголосувати за просту і повну відставку Квінта Помпея Руфіна, колеги Сулли по консулату. Причини абсолютно незаконного заходу (не пристало трибуну звільняти консула від його влади) не ясні, але можна припустити, що вона була прийнята насправді з ініціативи проконсула Гнея Помпея Страбона, який повинен був в кінці року залишити йому командування армією Італії, щоб закінчити операції Союзницької війни.
За іншою версією, Сулла уже не перебував у Римі, а направлявся до своїх військ у Нолу, аби закінчити облогу міста й почати похід проти Мітрідата  .

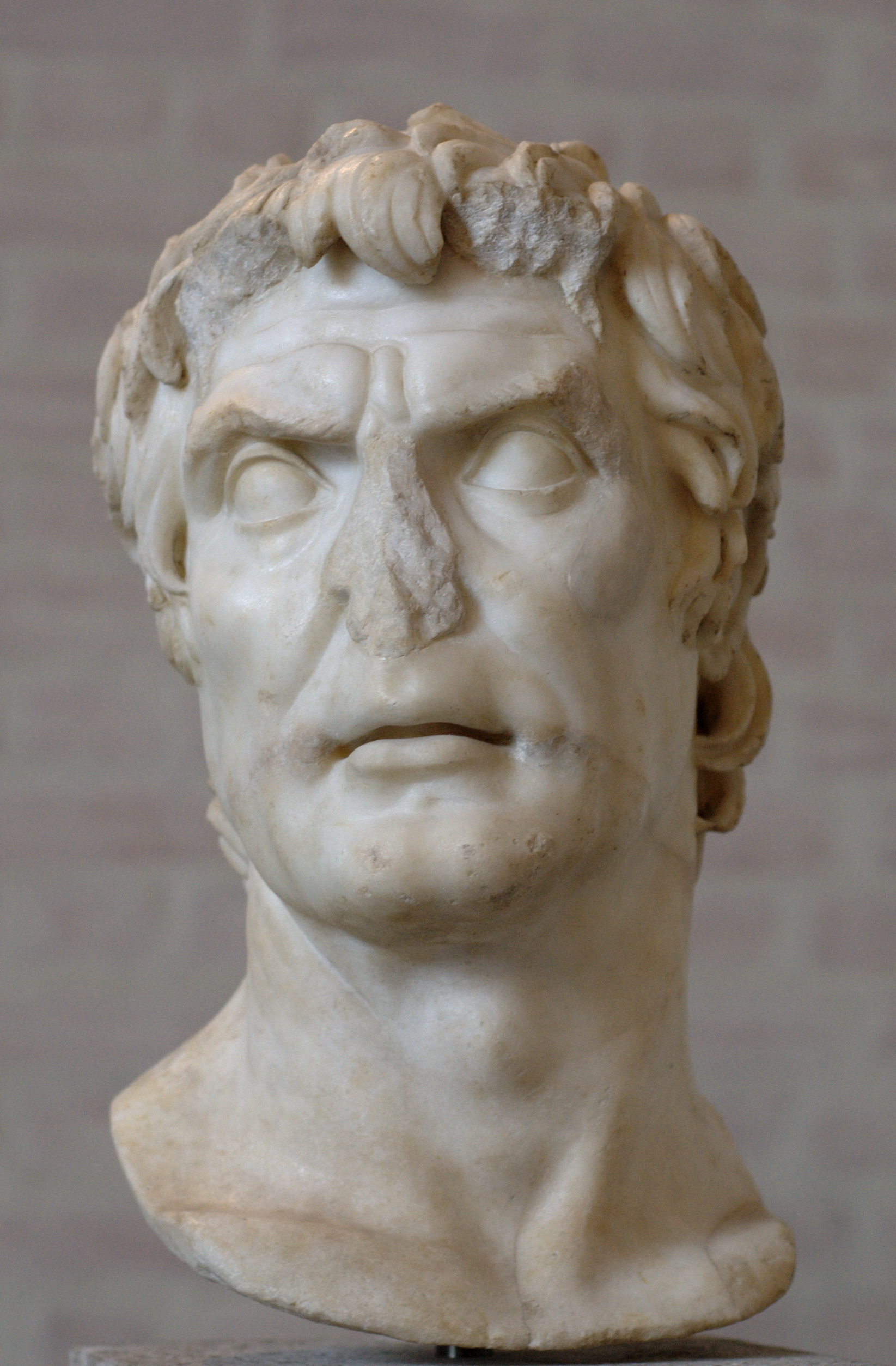
Луцій Корнелій Сулла

### Військовий похід Сулли на Рим
Про передачу війська від консула Марію за рішенням плебісциту Сулла дізнався від посланців. Військові трибуни, що прибули за дорученням Сульпіція та Марія, повідомили Суллі про його зміщення. Він же зібрав своїх воїнів аби сповістити їм про це. Солдати були незадоволені вісткою трибунів адже новий полководець міг розпустити наявні легіони й набрати в легіони своїх ветеранів. Таким чином ветерани Сулли, які були в армії ще з початку Союзницької війни, втратили б можливість взяти участь у війні на територіях багатої східної провінції Азії. Консул описав їм ситуацію в Римі як смутну: у місті бунти, відбуваються бійки з участю банд Сульпіція, вбито сина консула Помпея. Тому легіонери збунтувались, і прислані трибуни були закидані камінням (або розтерзані натовпом) . Так Сулла вирушив на північ до Риму під політичними лозунгами боротьби проти тиранії  зі своїми шістьма легіонами (приблизно 35 тис. піхотинців). Вперше в історії існування римської держави римські війська направились проти рідного міста. Більшість офіцерів покинула Суллу оскільки вони, як представники знаті, не могли допустити використання зброї проти Риму, не дивлячись на всі обставини походу. Залишився тільки Луцій Ліциній Лукулл', який був особисто відданий консулу. Порожнечі були заповнені за рахунок друзів і прихильників Сулли, які втекли з міста, щоб уникнути переслідувань зі сторони Марія й Сульпіція. У сенаті з’явилась «партія примирення» аби уникнути майбутнього кровопролиття. Сульпіцій, спираючись на цю фракцію в сенаті і побоюючись насамперед зіткнення, відправив двох преторів, Марка Юнія Брута і  Сервілія, для того, щоб переконати двох консулів, аби вони відмовилися від своїх планів. Але Сулла відмовив їм, апелюючи необхідністю боротись із тиранією. Ще двічі посли приходили до консула, але вони змогли тільки переконати його не наближатись до Риму ближче, ніж на п’ять миль. Та тільки делегація пішла, Сулла й Помпей припинили розбивати табір на визначеній відстані і продовжили свій похід. Луцій Базіл і Гай Муммій за наказом консула зайняли стратегічні пункти на міській стіні і, зокрема, Есквілінські ворота, які відкривалися на східну дорогу в Пренесті. Помпей і Сулла слідували з основною групою своїх військ, що швидко прямувала.
Через істотну нерівність протиборчих сил операція не повинна була тривати занадто довго. Завданням Помпея було увійти в Рим через Коллінські ворота (на північній стороні); другий легіон повинен утримувати Целімонтанські ворота (на південному сході); третій знаходився на південному заході на мосту Субліція, найстарішому мосту Риму, який з'єднував Форум Боарійскій з районом Янікула на правому березі Тибру; четвертий легіон залишався в резерві біля підніжжя міського муру; Сулла з останніми двома легіонами проник через Есквілінські ворота. Мешканці й загони Сульпіція закидували легіони з дахів будинків камінням і черепицею. Сулла прибув вчасно, щоб запобігти паніці, яка проявилася на самому початку, розпорядився підпалити будинки, в яких закріпилися його противники, і віддав наказ резервному легіону виступити на підтримку через Вімінальські ворота, щоб досягти кварталу Субурі. Марій і Сульпіцій, боячись бути атакованими військами, які Сулла розмістив на мосту Субліція, відійшли на міст Оппія. Марій оголосив, що дасть свободу рабам, які будуть битися за нього, але підтримки він не отримав і йому довелося рятуватися втечею. Сулланці, подолавши опір окремих загонів і неозброєного натовпу, оволоділи Римом. Деяких воїнів Сулла наказав вбити за грабунки та мародерство, які ті скоїли після поразки противника. Для забезпечення спокою у всіх кварталах були поставлені пости охорони. 

### Політика Сулли
Одразу розпочалися жорстокі репресії. За Плутархом Гай Марій, Сульпіцій та їх прихильники були засуджені до смерті. За Аппіаном Александрійським їх відправили у вигнання. Сульпіцій був виданий своїм рабом, якого за зраду господаря скинули зі скали, і убитий . Розправившись з головними зі своїх політичних супротивників, Сулла приступив до державних реформ. Всі закони Сульпіція Руфа були скасовані, трибунатні коміції - найбільш демократичний вид народних зборів в Римі – були відсунені на задній план в порівнянні з центуріатними. Народні трибуни не мали тепер права звертатися зі своїми законопроєктами безпосередньо до коміцій, необхідно було попередньо затвердити санкцією сенату. Це був удар по самостійності й незалежності трибунату. Посилювалася керівна роль сенату, склад якого збільшувався вдвічі і доводився до 600 чоловік. Головним чином нові сенатори вербувалися із прихильників Сулли. Для отримання підтримки бідних громадян був знижений відсоток на користь боржників, для ветеранів мали виводитись колонії. Сулла не міг довго перебувати у Римі – потрібно було зупинити Мітрідата. Тому він провів вибори консула на 87 рік, щоб забезпечити своє становище на час відлучення. Одним з консулів обрали оптимата Гнея Октавія, другим – демократа Луція Корнелія Цинну. Вони дали клятву Суллі про вірність його справі, але одразу після його від’їзду Цинна вніс законопроєкт про повернення вигнанців і про розподіл нових громадян-італіків по всім трибам. Але сенат і консул Гней Октавіан виступили проти нових законів, Цинна зібрав озброєний натовп і рабів на Форумі, де і відбувся бій. Цинні довелося втекти з Риму, а сенат полишив його консульства й громадянських прав.

## Наслідки
Громадянська війна 88-87 рр. до н. е. стала першим випадком виступу римських війн проти самого Риму . Її вплив на подальші події в республіці описав Аппіан Александрійський: 
|  | Таким чином міжусобні чвари переходили з суперечок і боротьби на ґрунті честолюбства в вбивства, а з вбивств у відкриті війни, і громадянське ополчення тоді вперше вступило в рідну землю як у ворожу країну. Відтоді міжусобні чвари, які вирішувалися з застосуванням військової сили, не припинялися, відбувалися постійні вторгнення в Рим, бої поблизу укріплень і все інше, що належить під час воєн, так як серед тих, що діяли насильством, зникла будь-яка повага до закону, держави і батьківщини. |

Луцій Корнелій Сулла зміг зі своїм військом відправитися в Епір для відвоювання земель у Понту. В Римі продовжились заворушення між оптиматами й популярами, Цинна почав збирати прихильників по містам Італії. На його сторону перейшли війська в Кампанії. Зі свого вигнання з Африки повернувся Гай Марій. Цинна й Марій зайняли Рим і провели терор проти оптиматів. Протистояння між сулланцями й маріанцями вирішилось вже в ході Громадянської війни 83-82 рр. до н.е. перемогою і встановленням диктатури Сулли.